# The Lucky Dog
The Lucky Dog er en amerikansk stumfilm fra 1921 af Jess Robbins.

## Medvirkende
- Stan Laurel
- Oliver Hardy
- Florence Gilbert
- Jack Lloyd